# Torynorrhina hyacinthina
Torynorrhina hyacinthina är en skalbaggsart som beskrevs av Hope 1841. Torynorrhina hyacinthina ingår i släktet Torynorrhina och familjen Cetoniidae. Inga underarter finns listade i Catalogue of Life.